# Ley de Estados Antisociales

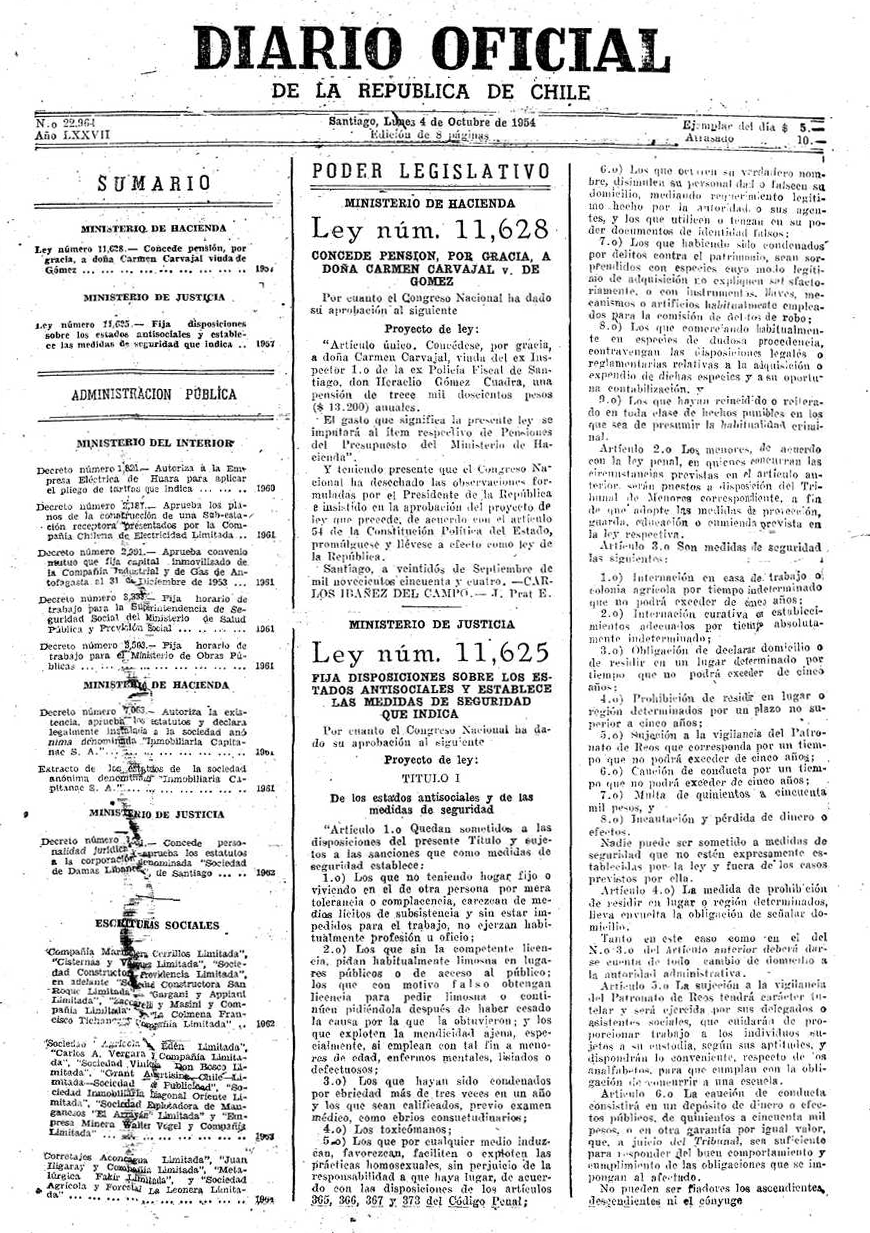
Portada del Diario Oficial de la República de Chile del 4 de octubre de 1954, con la publicación de la Ley de Estados Antisociales.

La Ley 11625 que fija disposiciones sobre los estados antisociales y establece las medidas de seguridad que indica, más conocida como la Ley de Estados Antisociales, es una ley chilena, publicada en el Diario Oficial de la República de Chile el 4 de octubre de 1954. El objetivo de esta ley era condenar y penalizar diversas conductas y condiciones, entre ellas la drogadicción, el alcoholismo, la homosexualidad, la mendicidad, el falseamiento de identidad y la reincidencia delictual. Entre las medidas que se proponían en la ley era la internación en colonias agrícolas o centros de reclusión y/o trabajo a fin de alejarlos del resto de la sociedad.
Dado que gran parte del contenido de la ley requería de la dictación de un reglamento por parte del presidente de la República, lo cual nunca se realizó, en la práctica la Ley de Estados Antisociales nunca fue aplicada y su Título I junto con otros artículos fueron derogados mediante la Ley 19313, publicada el 21 de julio de 1994.

## Contenido
Las conductas penadas por la ley, en su versión original de 1954, eran las siguientes:

1. Los que no teniendo hogar fijo o viviendo en el de otra persona por mera tolerancia o complacencia, carezcan de medios lícitos de subsistencia y sin estar impedidos para el trabajo, no ejerzan habitualmente profesión u oficio;
2. Los que sin la competente licencia, pidan habitualmente limosna en lugares públicos o de acceso al público; los que con motivo falso obtengan licencia para pedir limosna o continúen pidiéndola después de haber cesado la causa por la que la obtuvieron; y los que exploten la mendicidad ajena, especialmente, si emplean con tal fin a menores de edad, enfermos mentales, lisiados o defectuosos;
3. Los que hayan sido condenados por ebriedad más de tres veces en un año y los que sean calificados, previo examen médico, como ebrios consuetudinarios;
4. Los toxicómanos;
5. Los que por cualquier medio induzcan, favorezcan, faciliten o exploten las prácticas homosexuales, sin perjuicio de la responsabilidad a que haya lugar, de acuerdo con las disposiciones de los artículos 365, 366, 367 y 373 del Código Penal;
6. Los que oculten su verdadero nombre, disimulen su personalidad o falseen su domicilio, mediando requerimiento legítimo hecho por la autoridad o sus agentes, y los que utilicen o tengan en su poder documentos de identidad falsos;
7. Los que habiendo sido condenados por delitos contra el patrimonio, sean sorprendidos con especies cuyo modo legítimo de adquisición no expliquen satisfactoriamente, o con instrumentos, llaves, mecanismos o artificios habitualmente empleados para la comisión de delitos de robo;
8. Los que comerciando habitualmente en especies de dudosa procedencia, contravengan las disposiciones legales o reglamentarias relativas a la adquisición o expendio de dichas especies y a su oportuna contabilización, y
9. Los que hayan reincidido o reiterado en toda clase de hechos punibles en los que sea de presumir la habitualidad criminal
Ley 11625, 4 de octubre de 1954

Las conductas descritas en la ley serían castigadas mediante las siguientes penas:

1. Internación en casa de trabajo o colonia agrícola por tiempo indeterminado que no podrá exceder de cinco años;
2. Internación curativa en establecimientos adecuados por tiempo absolutamente indeterminado;
3. Obligación de declarar domicilio o de residir en un lugar determinado por tiempo que no podrá exceder de cinco años;
4. Prohibición de residir en lugar o región determinados por un plazo no superior a cinco años;
5. Sujeción a la vigilancia del Patronato de Reos que corresponda por un tiempo que no podrá exceder de cinco años;
6. Caución de conducta por un tiempo que no podrá exceder de cinco años;
7. Multa de quinientos a cincuenta mil pesos, y
8. Incautación y pérdida de dinero o efectos.
Ley 11625, 4 de octubre de 1954

## Implementación
La ley fue desarrollada durante el gobierno de Gabriel González Videla (1946-1952), quien nombró una comisión de expertos en materia penal —en su mayoría miembros del Instituto de Ciencias Penales— para estudiar modificaciones legales respecto a conductas antisociales, y aprobada en el Senado el 22 de junio de 1954, durante el segundo gobierno de Carlos Ibáñez del Campo (1952-1958). Fue promulgada el 21 de septiembre de 1954 y publicada en el Diario Oficial de la República de Chile el 4 de octubre del mismo año.
El artículo 65 de la ley señalaba que el presidente de la República establecería cuáles serían los lugares de reclusión que funcionarían mientras dicha autoridad no emitiera el decreto que señalaría los establecimientos adecuados para dicho fin. Del mismo modo, el artículo 67 señalaba que el Título I de la ley entraría en vigencia solo noventa días después de que se emitiera el decreto al que hacía referencia el artículo 65; dado que el referido decreto nunca fue dictado, la totalidad del Título I de la Ley de Estados Antisociales nunca tuvo aplicación práctica. No obstante lo anterior, se señala que existieron homosexuales que fueron detenidos y trasladados a localidades como Chanco; en dicha localidad había sido creado un «Presidio Especial» el 29 de agosto de 1952, reemplazando a la cárcel para homosexuales que existía en Pisagua desde 1942, y a pesar de la resistencia inicial de los habitantes del pueblo, los reos homosexuales posteriormente se ganaron la simpatía de los residentes al realizar diferentes trabajos de costura, bordado, tejido, lavados y planchados, además de participar en las obras de forestación en la zona.

## Derogación
El 8 de enero de 1992 el senador Hernán Vodanovic (PS) presentó una moción para derogar el Título I y los artículos 61, 64, 65 y 67 de la Ley de Estados Antisociales, amparado en la vaguedad y amplitud de estas, que no establecía criterios claros para su aplicación. También se indicaba que parte de la ley —además de carecer del reglamento que debía dictarse— entraba en conflicto con la Constitución Política de la República de Chile de 1980, promulgada 26 años después que la Ley 11625.
El 17 de noviembre de 1992 el proyecto fue aprobado en la sala del Senado, pasando a la Cámara de Diputados a su segundo trámite constitucional. En la cámara baja fue aprobado en general y sin modificaciones el 14 de junio de 1994. Finalmente, el 8 de julio del mismo año fue promulgada la Ley 19313 que derogaba sustancialmente la Ley de Estados Antisociales, siendo publicada en el Diario Oficial de la República de Chile el 21 de julio y entrando en vigencia el mismo día.